# 벨파스트구

벨파스트 구의 위치

벨파스트구(영어: Belfast City, 아일랜드어: Cathrach Bhéal Feirste, 얼스터 스코트어: Bilfawst Citie)는 2015년까지 존재했던 북아일랜드의 옛 구였다. 행정 중심지는 북아일랜드의 수도인 벨파스트이며 면적은 115km2, 인구는 268,700명(2010년 기준), 인구 밀도는 2,339명/km2이다.

## 구 정보
- 행정 중심지: 벨파스트
- 면적: 115km2
- 인구: 268,700명 (2010년 기준)
- 인구 밀도: 2,339명/km2
- ISO 3166-2 코드: GB-BFS
- ONS 코드: 95Z
- 종교 분포: 천주교 47.2%, 개신교 48.6%